# Team Nuggets
 (mars 2025).
Motif : notoriété?
- Archive Wikiwix
- Bing
- Cairn
- DuckDuckGo
- E. Universalis
- Gallica
- Google
- G. Books
- G. News
- G. Scholar
- Persée
- Qwant
- (zh) Baidu
- (ru) Yandex
- (wd) trouver des œuvres sur Wikidata

| 1. | Préciser le motif de la pose du bandeau. | Précisez le motif de la pose du bandeau en utilisant la syntaxe suivante : {{admissibilité à vérifier\|date=mars 2025\|motif=remplacez ce texte par le motif}}                    |
| 2. | Informer les utilisateurs concernés.     | Pensez à avertir le créateur de l'article, par exemple, en insérant le code ci-dessous sur sa page de discussion : {{subst:avertissement admissibilité à vérifier\|Team Nuggets}} |

 (mars 2025).
Si vous disposez d'ouvrages ou d'articles de référence ou si vous connaissez des sites web de qualité traitant du thème abordé ici, merci de compléter l'article en donnant les références utiles à sa vérifiabilité et en les liant à la section « Notes et références ».
Team Nuggets est une série d'animation franco-danoise en 52 épisodes de 7 minutes, produite par GODO Films et Canal+, diffusée en France le 8 avril 2023 sur Canal+ Kids, en Danemark sur DR1 et DR Ramasjang.

## Synopsis
Zazie est une charmante poussine de 8 ans qui aime l'école et ses amis. Elle voudrait le bonheur de tous mais tout ne se passe pas toujours comme elle le souhaiterait. À chaque épisode, elle et ses camarades sont confrontés à des problèmes.

## Distribution (voix)
- Sophie Tavert : Zazie
- Laurent Pasquier : Pti / Papoule / Chauffeur de Bus / Ptiramo / Ecureuils / Oiseaux
- Justine Hostekint : Verm / Isabeille / Clarsson / Tessa / Lork / Gripain
- Delphine Saroli : Bzz / Truicorne / Boulie / Piautre / Alex / Ziza
- Dany Benedito : Maitrix / Thomato / Bocaline / Mamenard
- Marie Dessalle : Fred / Cacto / Gatoto / Vamp / Robbie / P'tit'Oeuf / Renardo / Mampoule

Version française :
- Direction artistique : Franck Pitiot et Joëlle Caroline
- Prise de Son / Mixage (Studio Miroslav Piron) : Samy Pitiot
- Bandes Rythmo : Franck Pitiot et Amandine Longeac
- Musiques : La Belle Equipe (Jacques Bastello, Benjamin Constant, Bô Geste, Olio Lanneluc et Lewis Primo)
- Chanson générique: PowerSolo Kim Mix
- autres chansons: Mads Storm et Nicolaj Rasted